# Ich und meine Maske
Ich und meine Maske ist das dritte Soloalbum des Berliner Rappers Sido. Es erschien am 30. Mai 2008 über das Label Aggro Berlin und wird von Universal vertrieben. Der Stil des Albums ist, laut Aussage Sidos, ein Mix aus den Vorgängeralben Ich und Maske. Das Album stieg sofort auf Platz 1 der deutschen Charts und auf Platz 2 der Schweizer und österreichischen Charts.

## Erfolge
Am 18. November 2008 sagte Sido in einem Interview, dass von dem Album bisher ungefähr 160.000 bis 170.000 Tonträger verkauft worden seien. Weiter sagte er, dass man auf die „Goldmeldung“ verzichtet habe. Gemeint war damit die Meldung, dass von dem Album mindestens 100.000 Tonträger verkauft wurden. Man wolle abwarten, ob sich von dem Album nicht noch so viele Tonträger verkaufen, dass es Platinstatus erreicht (200.000 verkaufte Tonträger). Inzwischen hat Sido zum ersten Mal Goldstatus in Österreich und Platinstatus in der Schweiz erreicht. Im März 2023 wurde das Album schließlich in Deutschland für mehr als 200.000 Verkäufe mit einer Platin-Schallplatte ausgezeichnet.

## Versionen
Das Album Ich und meine Maske erschien wie das Vorgängeralbum Ich in einer Standard Edition und in einer Premium Edition. Die Premium Edition enthält eine zweite CD mit 10 zusätzlichen Titeln, ein Booklet mit exklusiven Bildern und ein Wackelbild von Sido und seiner Maske. Außerdem gibt es eine Limited Premium Edition, diese enthält neben einer 3D-Maske ein vierzigseitiges Hardcover-Booklet mit allen Songtexten und vielen Bildern. Eine weitere Version ist die MZEE.com Edition, die über die Premium Edition hinaus als Bonus zwei Goofiesmackerz-Remixes und zwei Instrumentalversionen beinhaltet.
Die Standard Edition ist auch als Schallplatte erhältlich.
Am 27. März 2009 ist die Version 2009 erschienen. Diese beinhaltet auch die 2. CD von der Premium-Edition.

## Titelliste

### CD 1
(Die P&F-Skits sind nicht auf der Schallplatte enthalten)
| #  | Seite | Titel                         | Feature(s)                | Länge |
| -- | ----- | ----------------------------- | ------------------------- | ----- |
| 1  | 1     | Intro                         |                           | 1:02  |
| 2  | 1     | Wieder zurück                 |                           | 3:49  |
| 3  | 1     | Halt dein Maul                |                           | 3:21  |
| 4  | X     | Peilerman & Flow Teil 5       |                           | 1:09  |
| 5  | 1     | Ich und meine Maske           |                           | 3:59  |
| 6  | 2     | Pack schlägt sich             | Azad                      | 3:10  |
| 7  | X     | Peilerman & Flow Teil 6       |                           | 0:54  |
| 8  | 2     | Augen auf                     |                           | 3:50  |
| 9  | 2     | Herz                          |                           | 4:27  |
| 10 | X     | Peilerman & Flow Teil 7       |                           | 0:43  |
| 11 | 2     | Strip für mich                | Kitty Kat                 | 4:21  |
| 12 | 3     | Carmen                        |                           | 3:46  |
| 13 | X     | Peilerman & Flow Teil 8       |                           | 0:37  |
| 14 | 3     | Scheiß drauf                  |                           | 4:24  |
| 15 | 3     | Unser Leben                   | Fler & Shizoe             | 4:31  |
| 16 | 3     | Nein!                         | Doreen                    | 4:03  |
| 17 | 4     | Schule                        | Alpa Gun & Greckoe        | 3:50  |
| 18 | 4     | Jeder kriegt, was er verdient | Tony D                    | 2:45  |
| 19 | 4     | Danke                         |                           | 4:46  |
| 20 | 4     | Aggrokalypse                  | B-Tight, Fler & Kitty Kat | 4:31  |

### CD 2-Premium Edition
(erschien nicht auf Schallplatte)
| #  | Titel                  | Feature(s)                          | Länge |
| -- | ---------------------- | ----------------------------------- | ----- |
| 1  | Intro                  | Mario Barth                         | 1:36  |
| 2  | Ich bin so Gaga        | Bass Sultan Hengzt                  | 4:12  |
| 3  | Tage                   | Harris & Pillath                    | 4:58  |
| 4  | Beweg dein Arsch       | Scooter, Kitty Kat & Tony D         | 3:28  |
| 5  | Wenn die Bosse reden   | B-Tight                             | 4:50  |
| 6  | Ich und meine Katze    | Kitty Kat                           | 3:25  |
| 7  | Deine Eltern           |                                     | 4:38  |
| 8  | Kanacks & Hools        | Joe Rilla                           | 4:45  |
| 9  | Meine Gang             | Die Sekte                           | 4:01  |
| 10 | Halt dein Maul (Remix) | Kitty Kat, Willi Murda & Automatikk | 3:21  |

## Produktion
Als Hauptproduzenten des Albums fungierten, wie bereits beim Vorgänger Ich, das Produzentenduo Paul NZA und Marek Pompetzki. Sie produzierten die Stücke Intro, Wieder zurück, Halt dein Maul, Ich und meine Maske, Pack schlägt sich, Pack verträgt sich, Augen auf, Herz, Strip für mich, Carmen, Scheiss drauf, Unser Leben, Nein!, Schule und Jeder kriegt was er verdient. Außerdem sind sie für die auf der Premium Edition vorhandenen Lieder Beweg dein Arsch, welches sie zusammen mit der Dance-Gruppe Scooter produzierten, Wenn die Bosse reden, Deine Eltern und Halt dein Maul Remix verantwortlich. Des Weiteren wurde der Beat des Musikstücks Aggrokalypse vom Produzenten Shuko beigesteuert. Auch DJ Desue war an der Produktion des Albums beteiligt. Von ihm stammen die Beats zu den Liedern Ich bin so gaga, Ich und meine Katze und Kanacks & Hools. Letzteres produzierte er zusammen mit dem Hip-Hop-Musiker Joe Rilla. Außerdem war Djorkaeff durch den Titel Meine Gang und DJ Katch durch das Lied Tage an der Entstehung des Albums beteiligt. Die Goofiesmackerz produzierten Remixes zu den Titeln Carmen und Halt dein Maul, die ausschließlich auf der MZEE.com Edition des Albums erschienen sind. Das Album entstand in einem Studio im Keller der Leipziger Baumwollspinnerei.

## Singles
Augen auf / Halt dein Maul ist die erste Singleauskopplung des Albums, welche am 16. Mai 2008 erschien. Auf dieser sind die normale Version und zwei Remixes von Augen auf und ein Remix von Halt dein Maul enthalten. Als Extra ist wie auf dem Album der Aggro Media Player enthalten.
Die zweite Singleauskopplung ist Carmen, welche am 25. Juli 2008 erschienen ist. Das Video zur Single wurde auf Mallorca gedreht, wo Sido sich Platz 1 auf den Arm tätowieren ließ.
Aggro Berlin sieht diese Single als Sommerhit 2008. Herz ist die dritte Single aus dem Album Ich und meine Maske und erschien am 3. Oktober 2008. In dem Lied geht es um Schicksale verschiedener Menschen, die auf ihr Herz hören sollen, also das tun, was ihnen ihr Herz sagt. Die Single wurde von Paul NZA und Marek Pompetzki produziert.
Die vierte Single aus dem Album ist Nein! (feat. Doreen), die am 30. Januar 2009 erschien.

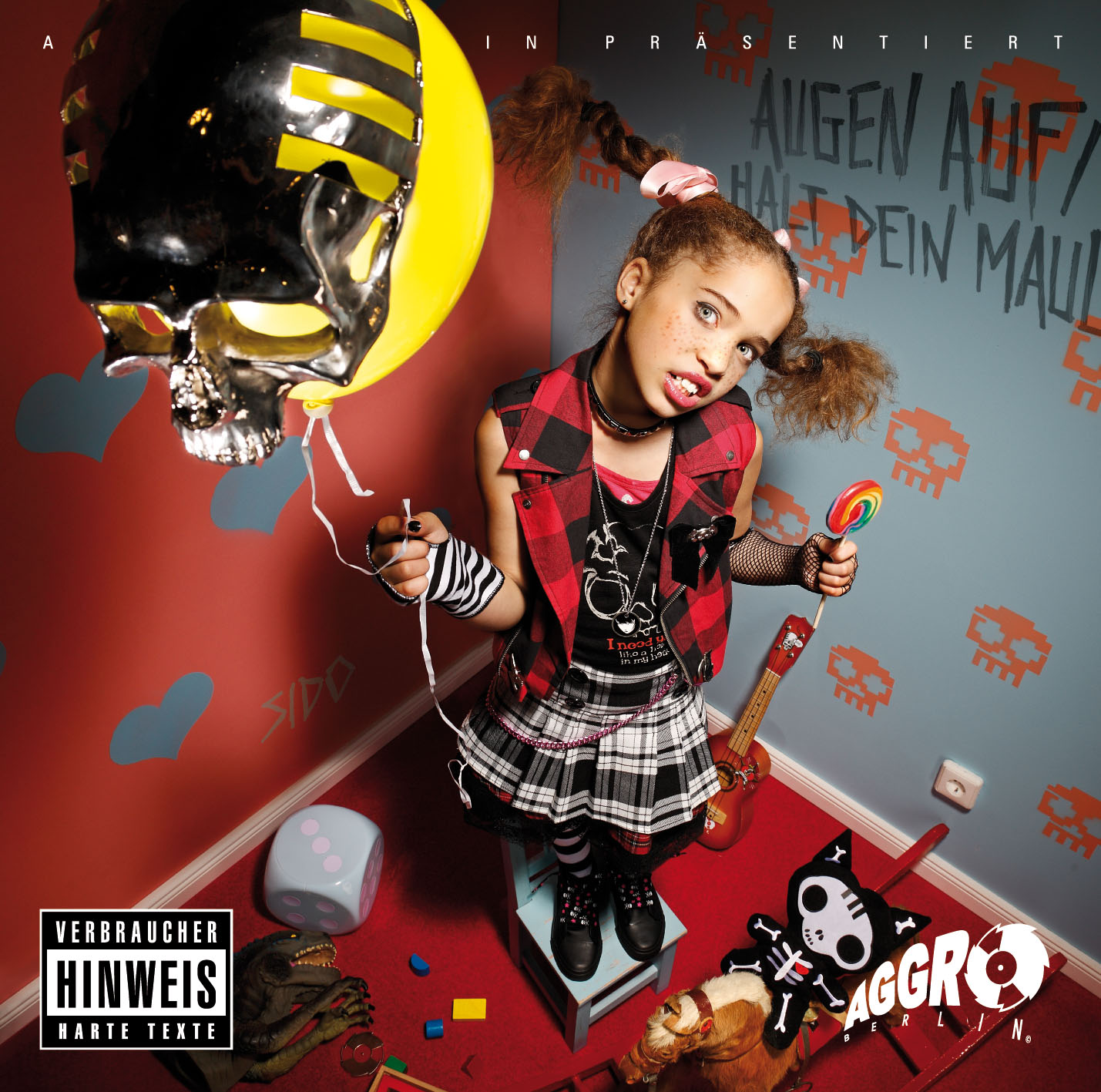
Cover der Single Augen auf / Halt dein Maul
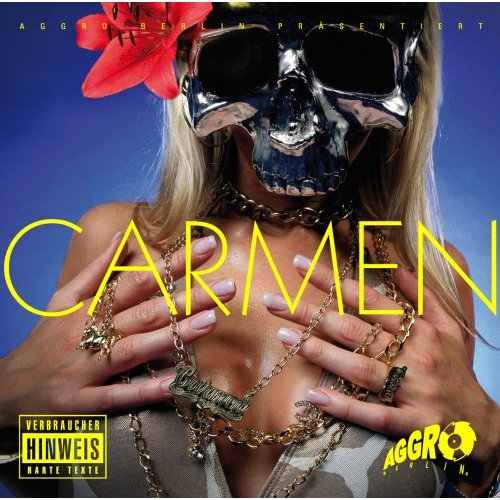
Cover der Single Carmen
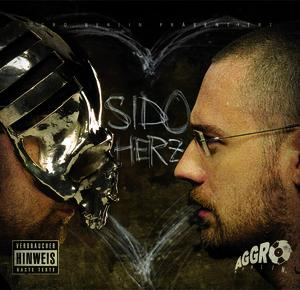
Cover der Single Herz
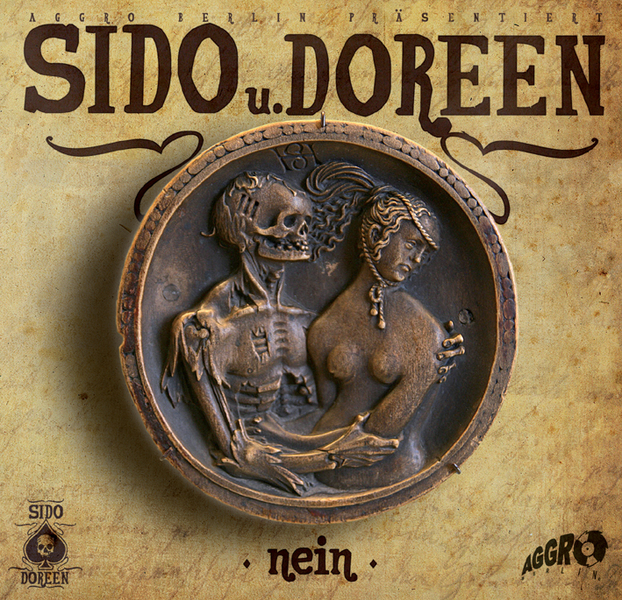
Cover der Single Nein!

## Kommerzieller Erfolg

### Chartplatzierungen
| ChartsChartplatzierungen | Höchstplatzierung | Wochen |
| ------------------------ | ----------------- | ------ |
| Deutschland (GfK)        | 1 (… Wo.)         | …      |
| Österreich (Ö3)          | 2 (26 Wo.)        | 26     |
| Schweiz (IFPI)           | 2 (45 Wo.)        | 45     |

| ChartsJahrescharts (2008) | Platzierung |
| ------------------------- | ----------- |
| Deutschland (GfK)         | 26          |
| Österreich (Ö3)           | 29          |
| Schweiz (IFPI)            | 27          |

### Auszeichnungen für Musikverkäufe
| Land/Region        | Auszeichnungen für Musikverkäufe (Land/Region, Auszeichnung, Verkäufe) | Verkäufe |
| ------------------ | ---------------------------------------------------------------------- | -------- |
| Deutschland (BVMI) | 3× Gold                                                                | 300.000  |
| Österreich (IFPI)  | Gold                                                                   | 10.000   |
| Schweiz (IFPI)     | Platin                                                                 | 30.000   |
| Insgesamt          | 2× Gold · 2× Platin ·                                                  | 340.000  |

## Trivia
Ursprünglich sollte das Album im November des Jahres 2007 erscheinen, die Veröffentlichung musste jedoch verschoben werden.

## Illustration
Das Cover zeigt eine Fotomontage von Sidos Kopf. Die rechte Seite des Kopfes ist als Maske dargestellt, auf der linken Seite ist Sido ohne Maske zu erkennen. Diese Zweiteilung soll sowohl den Titel des Albums Ich und meine Maske als auch die Verbindung zu den Vorgängeralben Maske, auf dem diese abgebildet ist, und auch Ich, auf dessen Cover er die Maske abnimmt, bildlich darstellen, da laut Sidos Aussage, Der Stil ein Mix aus beiden Vorgängeralben ist.